# Order Księcia Jarosława Mądrego
Order Księcia Jarosława Mądrego (ukr. орден князя Ярослава Мудрого, orden kniazia Jarosława Mudroho) – państwowe odznaczenie ukraińskie, ustanowione w 1995 roku. Odznaczeni mogą być również obcokrajowcy lub osoby nieposiadające obywatelstwa.
Nadawany jest w pięciu klasach za wybitne zasługi dla Ukrainy w różnych dziedzinach.
| Insygnia orderu | Insygnia orderu | Insygnia orderu | Insygnia orderu | Insygnia orderu | Insygnia orderu |
|                 | I Klasa         | II Klasa        | III Klasa       | IV Klasa        | V Klasa         |
| --------------- | --------------- | --------------- | --------------- | --------------- | --------------- |
| odznaka         |                 |                 |                 |                 |                 |
| gwiazda         |                 |                 | nie istnieje    | nie istnieje    | nie istnieje    |
| baretka         |                 |                 |                 |                 |                 |